# Diamond DA20

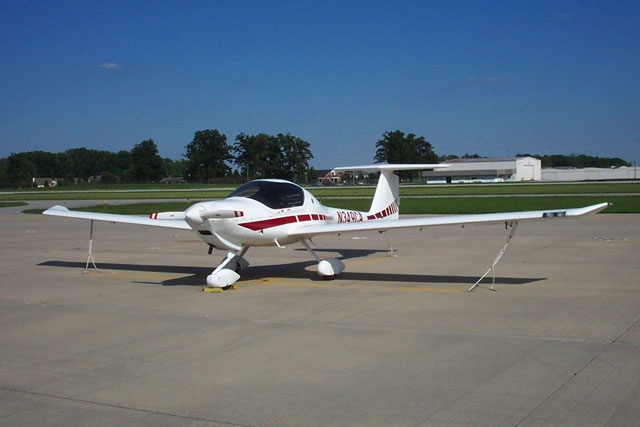
1999 model DA20-C1 Eclipse

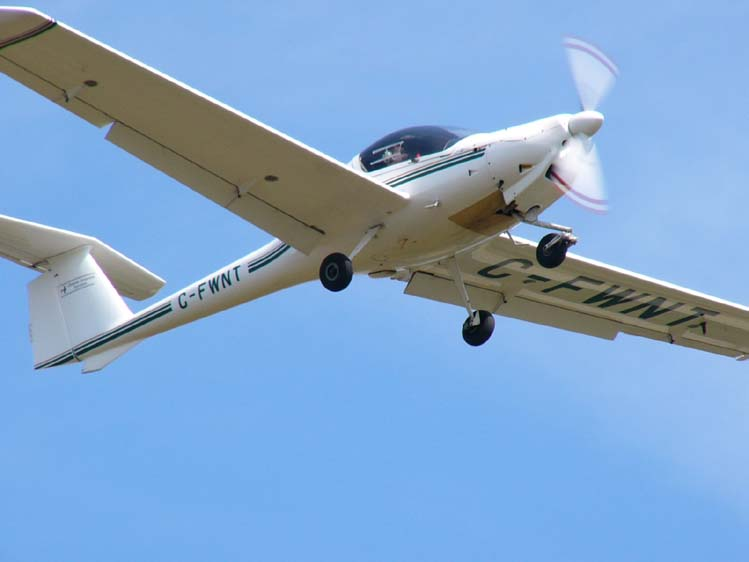
DA20-A1 Katana

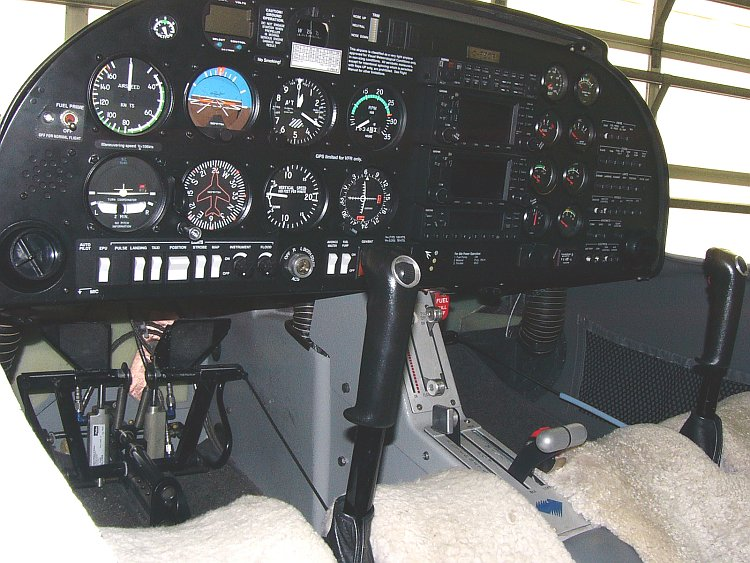
DA20-C1 Eclipse instrument panel

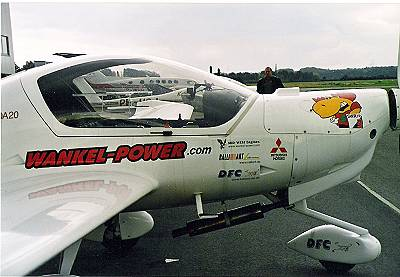
Diamond DA20 with Diamond Engines Wankel

Diamond DA20 — двухместный одномоторный лёгкий многоцелевой самолёт.
Разработка компании Diamond Aircraft Industries. Первый полёт совершил в 1991 году. Собран по большей части из композитных материалов. На североамериканском рынке DV20 был представлен под названием DA-20 А1 Katana. Стоимость самолёта варьируется около суммы $200 тыс.
Часто используется для начальных тренировок лётчиков.

## Лётно-технические характеристики
- Модификация DA-20 C1
- Размах крыла, м 10.87
- Длина самолёта, м 7.16
- Высота самолёта, м 2.18
- Площадь крыла, м2 11.61
- Масса, кг 
  - пустого самолёта 529
  - максимальная взлётная 800
- Тип двигателя 1 ПД Continental IO-240-B
- Мощность, л.с. 1 х 125
- Максимальная скорость, км/ч 304
- Крейсерская скорость, км/ч 256
- Практическая дальность, км 1013
- Максимальная скороподъёмность, м/мин 305
- Практический потолок, м 4000
- Экипаж, чел 1
- Полезная нагрузка 1 пассажир